# Escola de Atores Wolf Maya
A Escola de Atores Wolf Maya é uma instituição focada na formação de atores para o teatro e audiovisual.

## História e Idealização
A Escola de Atores foi fundada em 2001 pelo renomado ator, diretor e professor Wolf Maya, com o objetivo de formar e aprimorar novos talentos para o cenário teatral e audiovisual do Brasil. Com uma proposta inovadora, a escola se destaca pela abordagem prática e teórica, oferecendo um espaço onde os alunos podem desenvolver suas habilidades de atuação em um ambiente estimulante e colaborativo.
Wolf Maya, com uma carreira consolidada e uma vasta experiência em produções teatrais e televisivas, idealizou a escola como um lugar onde a criatividade e a técnica andariam de mãos dadas. Desde sua fundação, a instituição tem se dedicado a formar profissionais que não apenas dominem a arte da atuação, mas que também compreendam as dinâmicas do mercado audiovisual.
- Unidades

A Wolf Maya possui unidades em São Paulo e no Rio de Janeiro, duas das principais cidades do Brasil em termos de produção cultural e audiovisual. A unidade de São Paulo, primogênita, está localizada nas dependências do Shopping Frei Caneca, no Baixo Augusta, oferece uma infraestrutura moderna e salas equipadas para aulas práticas e teóricas, além do Teatro Nair Bello. A unidade do Rio de Janeiro, fundada em 2013, por sua vez, está situada no Freeway Center na Barra da Tijuca e possui o Teatro Nathália Timberg.
Ambas as unidades são projetadas para proporcionar aos alunos uma experiência completa de formação, com ênfase em técnicas de atuação, improvisação, interpretação de texto e preparação para audições. As instalações incluem estúdios de gravação, salas de ensaio e espaços para apresentações, permitindo que os alunos experimentem diferentes aspectos da atuação.
- Professores de Destaque

A qualidade do ensino na Escola é garantida por um corpo docente composto por profissionais renomados no meio audiovisual. Entre os professores de destaque, podemos citar: Wolf Maya - além de fundador, ele atua como mentor e professor, Thaís de Campos, Marcelo Marcus Fonseca, Cininha de Paula, Patrícia Elizardo, Marco Antônio Pâmio, Elias Andreato, dentre outros.
- Ex-Alunos Famosos

A instituição já formou diversos talentos que se destacaram não apenas no Brasil, mas também internacionalmente. Entre os ex-alunos mais notáveis estão: Marjorie Estiano, Paola Oliveira, Malvino Salvador, Henry Castelli, Maria Casadevall, Giovanna Lancelotti, Nanda Costa, Giovanna Ewbank, Hugo Bonemer, Tânia Khallil, dentre outros. 
- Cursos Oferecidos

A Wolf Maya oferece uma variedade de cursos, cada um destinado a diferentes níveis de experiência e áreas de interesse. Entre os cursos disponíveis, destacam-se:
- Curso Profissionalizante de Formação de Atores: Após processo seletivo o aluno poderá inicar o curso de duração de 3 anos e forma o discente nas múltiplas áreas de atuação, como: teatro, televisão, cinema, streaming e internet - disciplinas: TV, Cinema e Teatro, Improvisação, Expressão Corporal e Expressão Vocal. Ao término do sexto semestre, o Registro Profissional de Ator (DRT) pode ser recebido pelo estudante.[1]
- Curso de Gestão de Carreira para Atores[1]
- Curso de Livre de Cinema e TV[1]
- Curso de Livre de Cinema e TV (para menores de idade)[1]
- Curso de Dublagem[1]
- Curso Intensivo de Férias[1]
- Curso de Montagem de Teatro Físico (somente na unidade Rio)[1]
- Curso de Prática Montagem Teatral (somente na unidade Rio)[1]
- Curso Livre de Treinamento Corporal (somente na unidade Rio)[1]